# Osztrovszki György
Osztrovszki György (Kolozsvár, 1914. március 28. – Budapest, 1988. október 15.) iparpolitikus, vegyészmérnök, a Magyar Tudományos Akadémia rendes tagja. Szakmai munkája a nyersanyag-feldolgozó ipar belföldi és nemzetközi együttműködésének szervezésére irányult, hozzájárult az exportképes magyar alumíniumkohászat megteremtéséhez. 1964 és 1981 között Magyarország nehézipari miniszterhelyettese volt.

## Életútja
A kolozsvári I. Ferdinánd Egyetemen kezdte meg felsőfokú tanulmányait, majd a Bukaresti Műszaki Egyetemen szerezte meg vegyészmérnöki oklevelét 1940-ben. 1940-től 1941-ig a Magyar Általános Kőszénbánya Rt. tatabányai alumíniumkohójának üzemmérnökeként dolgozott. Ezt követően ösztöndíjjal a Berlini Műszaki Főiskolán képezte tovább magát, itt készítette el doktori értekezését. 1945-től 1948-ig a Magyar Állami Szénbányák Rt. tatabányai telephelyén volt mérnök, üzemi részlegvezető, végül miniszteri biztos. Ezzel párhuzamosan 1944-ben csatlakozott a Magyar Kommunista Párthoz, 1945 és 1948 között országgyűlési képviselő is volt.
1948–1949-ben a Magyar Állami Szénbányák Rt. vezérigazgatói feladatait látta el, 1949–1950-ben a Nehézipari Minisztérium ipari csoportfőnöke volt. 1950-től 1953-ig az Országos Tervhivatal elnökhelyettesi posztján állt, 1955-től 1960-ig a szocialista tábor országait tömörítő gazdasági szervezet, a Kölcsönös Gazdasági Segítség Tanácsa (KGST) moszkvai titkárságán tevékenykedett Magyarország képviselő-helyetteseként. 1961-től 1964-ig ismét az Országos Tervhivatal, 1964-től 1967-ig az Országos Műszaki Fejlesztési Bizottság elnökhelyettesi feladatait látta el. 1964 és 1981 között nehézipari miniszterhelyettes volt. Ezzel párhuzamosan 1964-től 1980-ig elnökhelyettesként dolgozott az Országos Atomenergia-bizottság vezetőségében, 1967 és 1970 között pedig a moszkvai KGST-kirendeltség helyettes titkára is volt.

## Munkássága
Fő szakterülete az energiahordozók és egyéb nyersanyagok termelésére és felhasználására épülő, átfogó ipari kooperációk kidolgozása, előkészítése és lebonyolítása volt. Behatóan foglalkozott Magyarország nyersanyaghelyzetével, a nemzetközi munkamegosztás és termelési együttműködés problémáival. Jelentős szerepet játszott a magyar–szovjet alumíniumipari együttműködés előkészítésében, ezzel az exportképes magyar alumíniumkohászat megteremtésében. 1978-ban akadémiai székfoglalóját e témakör áttekintésének szentelte (A népgazdaság nyersanyaghelyzete, különös tekintettel a vegyiparra és a timföld-alumínium iparra).
Betöltött posztjain hozzájárult a tudományos és a műszaki fejlesztéshez, az akadémiai műszaki kutatóhálózat kiépítéséhez, a tudományos ismeretek népszerűsítéséhez is.

### Társasági tagságai és elismerései
1949-ben a Magyar Tudományos Akadémia levelező, 1976-ban rendes tagjává választották. 1953–1955-ben az Akadémia főtitkári tisztségét is betöltötte, valamint elnökölte az ipargazdasági bizottság munkáját. 1951 és 1955 között a Műszaki és Természettudományi Egyesületek Szövetségének elnöke volt, de elnökként irányította a Tudományos Ismeretterjesztő Társulat munkáját is. 1977-ben külső tagjává választotta a Svéd Királyi Műszaki Tudományi Akadémia.
1963-ban a Budapesti Műszaki Egyetem címzetes egyetemi tanára lett, 1977-ben a Bugát Pál-emlékérem első fokozatát vehette át.

### Főbb művei
- A szovjet tudomány szerepe a kommunizmus építésében; Szikra, Bp., 1952 (A Magyar Dolgozók Pártja Politikai Akadémiája)
- Osztrovszki György–Óhegyi Géza: Vegyipari nyersanyagok; Tankönyvkiadó, Bp., 1973
- László Andor: A Szovjetunió és a KGST szerepe gazdasági fejlődésünkben / Osztrovszki György: A magyar-szovjet műszaki-tudományos együttműködés és jelentősége; MSZBT, Bp., 1979 (MSZBT dokumentáció)

## További irodalom
- Láng István: Osztrovszki György. Magyar Tudomány 1989. 4. sz.

1. ↑  https://library.hungaricana.hu/hu/view/BFLV_bn_25_07_1999_3_2/?pg=140&layout=s